# ميكيل شانون جينكيز
ميكيل شانون جينكيز (بالإنجليزية: Mykel Shannon Jenkins)‏ هو منتج أفلام وكاتب سيناريو ومخرج وممثل أمريكي، ولد في 3 يوليو 1969 في الولايات المتحدة.

## أعمال

### أفلام
- (2010)  الخلاص

## وصلات خارجية
- ميكيل شانون جينكيز على موقع IMDb (الإنجليزية)
- ميكيل شانون جينكيز على موقع قاعدة بيانات الفيلم (الإنجليزية)